# Six Underground – Hatan az alvilágból
A Six Underground – Hatan az alvilágból (eredeti cím: 6 Underground) 2019-ben bemutatott amerikai akció-thriller, melyet Michael Bay rendezett, Paul Wernick és Rhett Reese forgatókönyvéből. A főszereplők Ryan Reynolds, Mélanie Laurent, Manuel Garcia-Rulfo, Adria Arjona, Corey Hawkins, Ben Hardy és Dave Franco. A filmet Bay készítette négy másik partnerével; Ian Bryce, David Ellison, Dana Goldberg és Don Granger.
2019. december 13-án debütált a Netflixen.

## Cselekmény
Négy évvel azután, hogy szemtanúja volt egy brutális rezsim szörnyűségeinek a közép-ázsiai Türgisztánban, egy névtelen milliárdos és filantróp, aki feltalálta a neodímium mágneseket, meghamisítja saját halálát, hogy kiképezzen egy anonim csapatot, akikkel együtt le tudja szedni az olyan bűnözőket és terroristákat, akikhez a kormány nem tud hozzáférni. Az azóta "Egyes" néven ismert milliárdos felkeres öt másik embert, hogy felejtsék el a múltjukat és csatlakozzanak hozzá mint "szellemek": Kettes, egy kém; Hármas, egy bérgyilkos; Négyes, egy parkour futó és tolvaj; Ötös, egy orvos; és Hatos, a sofőr.
Az olaszországi Firenzében tartott első küldetésük során a csapat megöli Turgisztán négy tábornokának ügyvédjét, mielőtt a maffia és a rendőrség üldözni kezdi őket a városban. Sikerül megmenekülniük, de Hatos meghal.
Napokkal később Egyes felkeresi Blaine-t, a volt Delta Force-os  mesterlövészt, aki bűntudatban szenved azért, mivel Afganisztánban egy parancs miatt nem volt képes megmenteni csapatát, és átnevezi "Hetesre".
Egyes küldetést tervez, hogy egy államcsínnyel megbuktassák a turgisztáni diktátort, Rovach Alimovot, és bebörtönzött testvérét, Muratot tegyék meg az ország új vezetőjének Halottak napján. Kiderül, hogy Kettes vonakodva elfogta Muratot, és átadta Rovachnak, még mielőtt szellemmé vált.
A csapat meggyilkolja Rovach tábornokait Las Vegasban, és sikeresen kiszabadítja Muratot Hongkongban, de Négyest majdnem megölik, amíg Hetes bele nem avatkozik Egyes tiltakozása ellenére. Egyes és Hetes vitatkoznak arról, hogy képes lenne-e embereket hátrahagyni. A Szellemek felfedik a nevüket a többiek előtt, megtörve az egyik szabályt, amit Egyes felállított.
Turgisztánban Egyes beindítja a tervét azzal, hogy Rovach beszéde közben feltöri az államilag működtetett televíziós állomást, és kamera elé állítja Muratot, hogy beszédet mondjon az embereknek. Murat beszéde arra ösztönzi a polgárokat, hogy fellázadjanak az elnyomás ellen, míg a városban zajló stratégiai robbantások arra kényszerítik Rovachot, hogy a magánjachtjára meneküljön, miközben Murat elfoglalja a palotát. A Szellemek átviharzanak a jachton, közben Egyes aktiválja a mágnesét, hogy harcképtelenné tegye az őröket. A jacht már az óceán felé tart, amikor Egyes úgy dönt, hogy ahelyett, hogy Rovachot elkapná, inkább megmenti Négyest Rovach egyik katonájától.
Rovach helikopterrel menekül tovább, csakhogy felfedezi, hogy Murat és a Szellemek vezetik a gépét, akik aztán a határ közelében ledobják, hogy a rezsim által elnyomott menekülteknek átadják.
A forradalom utáni időszakban Murat Turgisztán új elnökévé válik, és a Szellemek addig maradnak távol, amíg ismét szükségük nem lesz rájuk. A Kettes és a Hármas között kapcsolat alakul ki, csakúgy, mint a Négyesnél és az Ötösnél. Egyes New York Citybe utazik, és megtalálja fiát, akinek titokban átadja vagyonát arra az esetre, ha ő meghalna.

## Szereposztás
| Szereplő         | Színész             | Magyar hang        |
| ---------------- | ------------------- | ------------------ |
| Gray / Egyes     | Ryan Reynolds       | Nagy Ervin         |
| Camille / Kettes | Mélanie Laurent     | Bánfalvi Eszter    |
| Javier / Hármas  | Manuel Garcia-Rulfo | Gémes Antos        |
| Billy / Négyes   | Ben Hardy           | Jéger Zsombor      |
| Amelia / Ötös    | Adria Arjona        | Bogdányi Titanilla |
| David / Hatos    | Dave Franco         | Hamvas Dániel      |
| Blaine / Hetes   | Corey Hawkins       | Gacsal Ádám        |
| Rovach Alimov    | Lior Raz            | Rába Roland        |
| Murat Alimov     | Peyman Maadi        | Simon Kornél       |
| Baasha Zia       | Yuri Kolokolnikov   | ?                  |
| Daqeeq           | Kim Kold            | Papucsek Vilmos    |
| Maria            | Lídia Franco        | Menszátor Magdolna |
| Caleb            | James Murray        | ?                  |
| Jeyhun           | Lukhanyo Bele       | ?                  |
| Mike             | George Kareman      | Nikas Dániel       |
| Arianna          | Elena Rusconi       | Csuha Borbála      |